# گل‌آذین خوشه‌ای

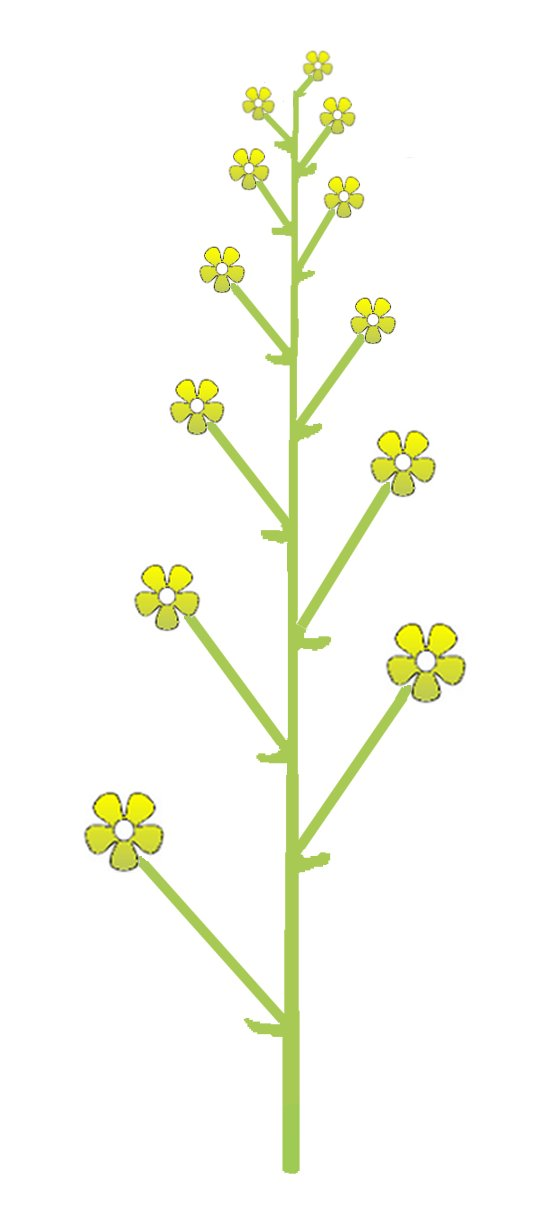
گل‌آذین خوشه‌ای

گل‌آذین خوشه‌ای (به انگلیسی: Raceme) در گیاه‌شناسی یکی از انواع گل‌آذین‌هاست. گل‌آذین خوشه‌ای شامل محوری طویل با گل‌های پایک‌دار در امتداد آنست. گل‌آذین خوشه‌ای جزو گل‌آذین‌های نامعین است یعنی دارای تداوم تولید جوانه‌های جدید گل در انتها بوده و مسن‌ترین گل‌ها در پایین قرار دارند.
بنا به تعریف گل‌آذین نامعین، گل‌آذینی است که در آن جوانهٔ انتهایی برای دوره‌ای نامعین گاهی تا زمانی که شرایط مناسب باشد، به رشد ادامه می‌دهد.

## نگارخانه

گل‌آذین خوشه‌ای
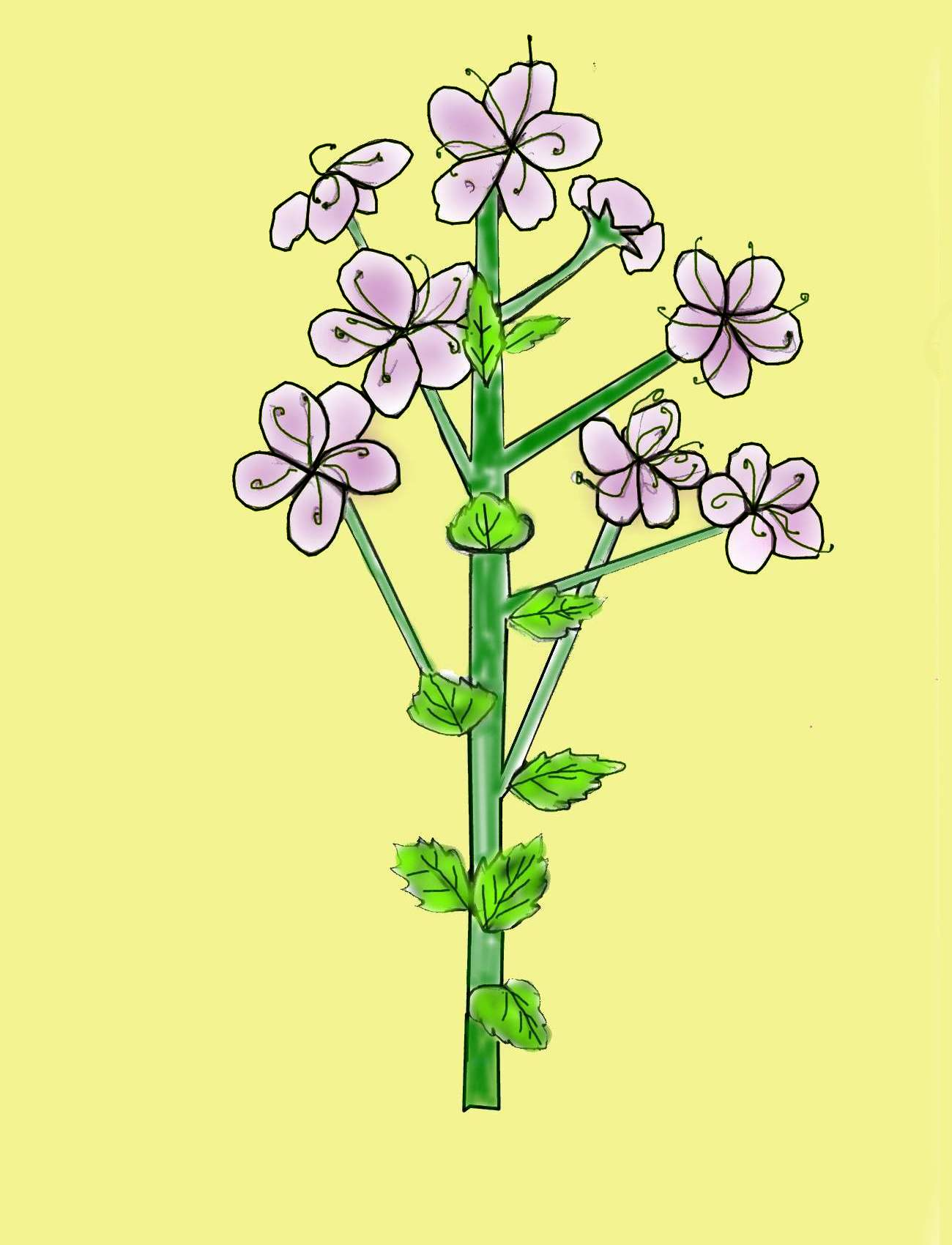
طرحی از گل‌آذین خوشه‌ای در می‌یاما-زاکورا